# 史提芬·尹倫韋治
史提芬·尹倫韋治（德語：Stefan Wannenwetsch；1992年1月19日—），德國已退役職業足球員，司職後衛。